# Євробляха
Євробля́ха — назва вживаних легкових автомобілів з іноземною реєстрацією, ввезених до України без сплати мита та подальшої перереєстрації.

## Причини виникнення та масштаби поширення явища
Причинами виникнення явища є:

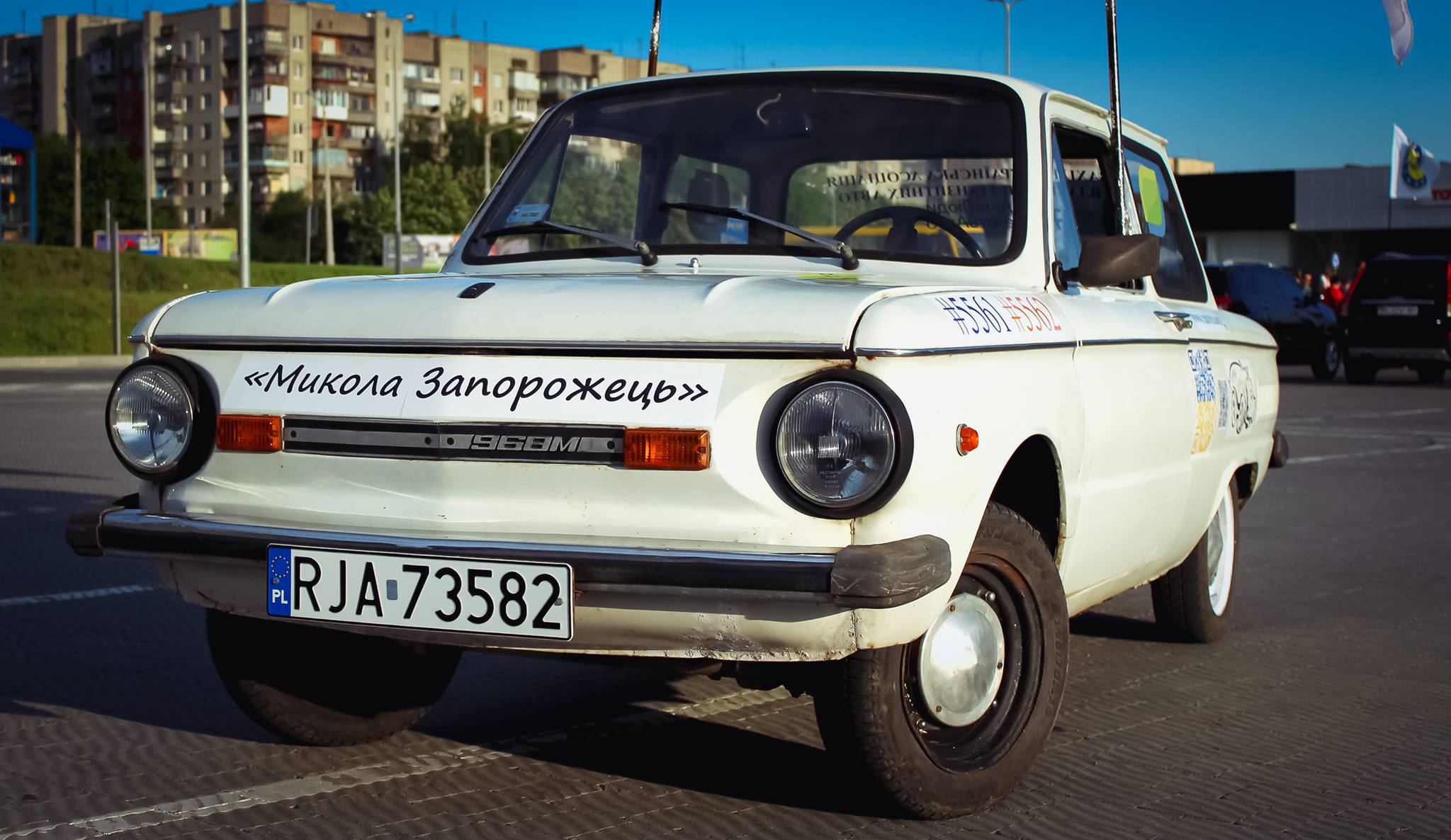
«Микола Запорожець» — легендарний ЗАЗ-968 з польською реєстрацією

- відносно низькі доходи населення в Україні;
- високі мита на ввезення автомобілів в Україну з-за кордону;
- недостатні номенклатура, кількість та якість автомобілів, що виробляються в Україні, їхня висока вартість;
- жорсткі законодавчі обмеження на користування застарілими моделями автівок в ЄС;
- низькі ціни на вживані машини в ЄС — особливо на машини в проблемному технічному стані, оскільки ремонт таких авто дорогий, і в низці країн ЄС експлуатація таких машин ускладнена через технічний огляд та екологічні вимоги;
- прогалини в законодавстві і низький рівень організації правоохоронними органами контролю обігу незареєстрованих авто.

Як наслідок, окремі громадяни та компанії в Україні та за кордоном організували масове завезення вживаних автівок з ЄС в Україну, перетворивши це на вид підприємництва. За даними Державної фіскальної служби України на кінець 2017 року в Україну було завезено як «євробляхи» 383,3 тис. автомобілів.
Загалом за січень-серпень 2019 завдяки розмитненню євроблях бюджет України отримав 7,1 млрд грн.

## Розмитнення
Закон встановлював пільговий термін, протягом якого вартість розмитнення складає 50 % звичного акцизу. Дозволяється знаходитись на нерозмитненому авто на території України протягом 1 року, це вважається транзитом. Авто обов'язково треба вивезти за кордон до кінця цього терміну. З 24 серпня діють нові штрафи за перевищення терміну:
- 10-20 діб — 17 тис. грн;
- 20-30 діб — 85 тис. грн;
- більше 30 днів — 170 тис. грн або конфіскація авто[2].

## Спроби нормативного врегулювання
Уряд України пропонував декілька схем узаконення «євроблях». На кінець 2017 року у Верховній Раді було зареєстровано 23 законопроєкти, покликані врегулювати це питання.
13 липня 2018 року Верховна Рада України у першому читанні затвердила законопроєкт по даній проблематиці. 8 листопада 2018 року він був прийнятий як закон.
15 квітня 2021 року Верховна Рада прийняла в другому читанні законопроєкти № 4643-д і № 4644-д. Документи передбачають тимчасову можливість пільгового оформлення «євроблях» віком більше 5 років, які в'їхали в Україну до кінця 2020 року та станом на 31.12.2020 перебували на території України в режимах транзиту або тимчасового ввезення. Пільгові ставки митного оформлення діятимуть протягом 180 днів з моменту вступу в силу законів. Під дію нових правил потраплять лише легкові авто екологічного стандарту не нижче «Євро-2» та вантажні масою до 3,5. тон екологічного стандарту не нижче «Євро-5».
Останній продовжений період пільгового розмитнення євроблях закінчився 11 листопада 2021 року, а 8 лютого 2022 — період для учасників бойових дій, які перебували безпосередньо на території Операції Об'єднаних сил більш як 90 днів. Всього було розмитнено понад 88 тис. авто, бюджет отримав понад 3 млрд грн.

## Протести
У вересні 2017 власники «євроблях» перекривали вулиці Києва і влаштовували під Верховною Радою так званий «бляхомайдан».
У липні 2018 власники «євроблях» провели у Києві наступні масові заходи з блокуванням Верховної Ради і домоглися законодавчих поступок. У листопаді 2018 року протести відновилися та супроводжувалися блокуванням доріг по Україні та акцією протесту під Верховною Радою.
На трьох пунктах пропуску західного кордону України жителі перекривали дороги. Безперервно рухаючись по пішохідному переходу, люди перешкоджали проїзду через митні пункти. Протести були пов'язані з законом № 6776-д, що вносить зміни до Кодексу з метою забезпечення «збалансованості бюджетних надходжень в 2018 році».